# União Desportiva de Seia
A União Desportiva de Seia foi um clube português fundado em 1961 e extinto no ano de 2007, que tinha a sua sede na cidade de Seia, Guarda. O clube disputa os seus jogos em casa no Estádio Municipal de Seia, situado na encosta da Serra da Estrela, que tem uma capacidade para 6 177 espectadores.
Entrou em inatividade quando estava na III Divisão Nacional.
Após sua extinção, o seu lugar é ocupado pelo Seia Futebol Clube, fundado em Agosto de 2008.

## Títulos
- 2004/05 2ª Divisão AF Guarda Campeão Distrital 2ª Divisão
- 2005/06 1ª Divisão AF Guarda Campeão Distrital 1ª Divisão
- 2006/07 3ª Divisão Nacional, Série C
- 2007/08 3ª Divisão Nacional, Série C